# Bariba
Bariba (Baatombu), zapadnosudanski narod uže skupine Gur naseljen u Beninu u provinciji Borgou, susjednoj Nigeriji u državi Kwara i neštomanje u Togu i Burkini Faso. Sami sebe oni nazivaju Baatombu (sing. Baatonu). Populacija im iznosi oko 850.000, od čega većina u Beninu (667,000) i Nigeriji (146,000). Baribe su po vjeri prvenstveno muslimanske vjere, što su im donesli trgovci iz plemena Dendi, a ima i nešto kršćana i očuvane tradicionalne religije. Društvo je patrilinearno. Sela su opasana zidovima, a seoski vođa ima nekoliko pomagaća koji mu pomažu u regulaciji seoskog života. Većina (95%) Bariba-sela ni danas nemaju tekuću vodu. Na poljima im uspjevaju yam, sirak, proso, kukuruz, riža, grah i kikiriki, a radom u polju kao i domaćinstvom zauzete su žene.